# Platea (Grècia)
Platea o Platees (en llatí Plataea o Plataeae, en grec antic Πλάταια o Πλαταιαί) fou una antiga ciutat de Beòcia separada de Tebes pel riu Asop. Els tebans deien que la ciutat havia estat fundada per ells, però Pausànias pensava que eren indígenes i derivaven el seu nom de Platea filla d'Asop.
El 519 aC per no caure sota el poder de Tebes es va aliar a Atenes a la que va restar aliada en endavant. Va enviar 100 homes a Marató i també gent de Platea van lluitar a Artemísion, però no a Salamina, ja que els seus vaixells estaven ocupants evacuant a la seva gent de la ciutat davant l'apropament de l'exèrcit persa. Els perses la van incendiar i destruir fins als fonaments (480 aC). El 479 aC es va lliurar al costat de la ciutat la batalla de Platea.
La victòria de Platea va suposar grans honors pels seus habitants que van rebre una quantitat de 80 talents (amb la que van reconstruir la ciutat i erigir un temple a Atenea), i foren encarregats dels honors religiosos als caiguts a la batalla celebrant cada cinc anys un festival conegut per Eleutèria consagrat al déu Zeus Eleutèrios, al que es va erigir un temple a la ciutat. Pausànias d'Esparta va proclamar la inviolabilitat de la ciutat i el seu territori.
Aquesta situació va durar fins al començament de la guerra del Peloponès. El 431 aC un grup de 300 tebans va intentar sorprendre la ciutat; van entrar a la ciutat amb la complicitat del partit oligàrquic i a la nit van intentar agafar el control, però els ciutadans es van recuperar de la sorpresa i van matar 180 assaltants i la resta van fugir. El 429 aC un exèrcit espartà dirigit per Arquidam II va assetjar la ciutat; el setge, narrat per Tucídides, fou memorable; els defensors eren només 400 i 80 atenencs, amb 110 dones com auxiliars; els habitants havien estat evacuats a Atenes; els assalts dels espartans i els seus aliats tebans foren rebutjats i el setge es va convertir en bloqueig; el segon any 212 assetjats dirigits per Eupòmpides van poder sortir una nit de tempesta i arribar a Atenes; la resta de la guarnició es va haver de rendir en 427 aC i foren massacrats i part de la ciutat fou arrasada pels tebans aliats d'Esparta que amb els materials van construir un temple a Hera.
Els habitants de Platea escapats a Atenes van rebre la ciutadania atenenca amb certes limitacions. El 420 aC Atenes va entregar Sició als habitants de Platea, però al final de la guerra van haver d'evacuar aquesta ciutat i foren rebuts altre cop a Atenes on encara vivien al temps de la pau d'Antàlcides (387 aC) que va restablir la independència de Platea.
El 372 aC la ciutat, que havia estat reconstruïda i s'havia recuperat, fou ocupada per sorpresa per Tebes i destruïda i els habitants es van haver de refugiar altre cop a Atenes. Van viure a Atenes fins a la batalla de Queronea (338 aC) en què van recuperar la ciutat i territori de mans de Filip II de Macedònia. Poc després fou visitat per Dicearc, que la va considerar una colònia d'Atenes. Pausànies esmenta tres temples, un dedicat a Hera, un a Atenea Aèria i un tercer a Demetri Eleusí.
Fou una ciutat de segon ordre que no va tenir cap incidència en la vida política i va seguir la sort de la resta de Beòcia. Les seves muralles foren restaurades per Justinià I.
Les seves ruïnes són a Kokêla. Es conserven part de les muralles i restes de l'acròpoli.